# FAD突擊步槍
雙重自動步槍（西班牙語：Fusil Automático Doble，簡稱FAD），是由秘魯國有企業，司馬電器公司所開發的一款犢牛式突擊步槍，它是以作為車組人員的備用武器的前提下設計。

## 歷史及設計特徵
FAD是由索羅門·布拉加·洛佐（Salomón Braga Lozo）所設計，該槍以低後坐力、低重量和緊湊，而在同時擁有優秀的精度、足夠的射程和優異的人體工學為設計目標，用戶還能夠在步槍上裝上一個40毫米口徑的槍掛式榴彈發射器。與大部份傳統槍械一樣，FAD的拋殼口在右邊，但該步槍上卻設有一個偏移器，它可令彈殼向下拋出，而且其彈匣插座以45度向左傾斜，令步槍能夠被用戶左右靈巧的操作。其新月形狀的拉機柄位於武器右邊，並接近拋殼口。
FAD的衍生型包括目前仍在開發中的卡賓槍、輕機槍和狙擊步槍型。
據指司馬電器公司目前已生產了150—170枝FAD樣槍，然而直至2018年為止仍没有任何有關正式投產及裝備部隊的消息。